# Kosmos
 For alternative betydninger, se Kosmos (flertydig). (Se også artikler, som begynder med Kosmos)
 Der er for få eller ingen kildehenvisninger i denne artikel, hvilket er et problem. Du kan hjælpe ved at angive troværdige kilder til de påstande, som fremføres i artiklen.

I bred forstand er kosmos et ordnet eller harmonisk system. Ordet stammer fra det græske κόσμος (kosmos), der betyder "orden" eller "ornament" og er modsætningen til begrebet chaos. I dag anvendes ordet kosmos generelt som et synonym for "universet" (betragtet i dets ordnede aspekt). Det kan også være en betegnelse for det åndlige univers. Kosmos bruges i "kosmologi" som et ord for alt, potentielt noget større end vores univers, forudsat at der måtte være flere universer (mulitiverset).
Ordet kosmetik har samme rod. I mange slaviske sprog som russisk og bulgarsk betyder ordet Космос (kosmos) også det "ydre rum". I mandarin kinesisk bliver både kosmos og univers oversat til 宇宙 yuzhou, som bogstaveligt oversat betyder rumtid (宇 yu = rum + 宙 zhou = tid).